# Občanská válka v Tádžikistánu
Tádžická občanská válka vypukla v květnu 1992 povstáním tádžických klanů z Gharmu a Horského Badachšánu proti vládě Rachmóna Nabíjeva, ve které dominovali představitelé Leninabádu a Kulje. Zprvu roztříštěné povstalecké skupiny byly sjednoceny pod hlavičkou tzv. Spojené tádžické opozice. Občanská válka byla ukončena s pomocí OSN v červnu 1997.

## Dlouhodobé příčiny občanské války
V Tádžikistánu se za jednu z hlavních příčin považuje regionalismus, který stál v pozadí sporu mezi jednotlivými skupinami. Příslušnost k rodoklanovým strukturám má i v dnešním Tádžikistánu velmi významnou roli. Jednotlivá společenství se hlásí k rodovým občinám – avlodům. Uvnitř těchto tradičních uskupení panují stále silné vzájemné vztahy, navzdory tomu, že sovětská politika se je snažila potlačit. Důraz na místní (regionální) příslušnost je také příčinou poměrně nízkého národního uvědomění. Průměrný Tádžik sám sebe v první řadě považuje například za Garmánce a obyvatele z ostatních tádžických regionů má za konkurenty. Tak Tádžikové zůstávají spojeni spíše na základě administrativních mechanismů než kvůli sdíleným kulturním hodnotám či pocitu národní sounáležitosti a identity.
Pro období před občanskou válkou byla typická nespokojenost. Za hlavní důvod bylo označováno uzurpování moci funkcionáři, kteří až na výjimky pocházeli z Leninabádu (jedno z hlavních center průmyslu a zemědělství nacházející se ve Ferganské kotlině) a z města Kuljab, které je situováno jižně od Dušanbe. Nespokojenost projevovali hlavně představitelé z Garmu, Kurgan-Tjube a Horského Badachšánu, kteří se cítili být na politické scéně odsunuti na okraj.
Příčinou války bylo také vyhrocení situace kvůli střetu dvou či tří ideologických směrů. Jeden z nich usiloval o nastolení islámského chalífátu, druhý o pokračování socialistického státu a třetí o vytvoření systému, který by se podobal západním demokraciím.

## Krátkodobé příčiny občanské války

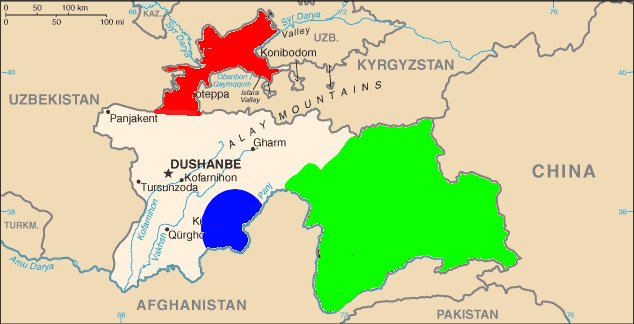
Vedoucí klany: severní Leninabádský (červeně), jižní Kuljabský (modře), východní islamistický (zeleně)

V únoru 1990 proběhlo v Dušanbe několik demonstrací vedených proti arménským uprchlíkům, které brzy přerostly v pogromy, jejichž oběťmi se stali i ruští vojáci a ženy, které se oblékaly v evropském stylu. Roznětkou nepokojů se stala mylná informace, že Arméni dostávají zdarma městské byty.
Demonstrace byly cíleny i proti nově zvolenému prezidentu Kacharu Machkamovi, který byl brzy ze své funkce odvolán. Únorové události ukázaly, že se v zemi objevila nová politická síla, která byla připravena vyzvat sovětskou elitu.
Prezidentem se stal Kadreddin Aslonov, který měl i podporu opozice a který vydal dekret o zákazu Socialistické strany Tádžikistánu (dříve Komunistická strana Tádžikistánu). Tento akt se ale nesetkal s pochopením Nejvyšší rady, která nechala Aslonova odvolat, a jeho nástupcem se na podzim 1991 stal první tajemník komunistické strany Rachmón Nabíjev.
Na konci března 1991 se rozbuškou dalších nepokojů stalo odvolání všech členů vlády, kteří pocházeli z oblasti Pamíru, respektive Horského Badachšánu. Od této doby se demonstranti, organizovaní Stranou islámské obrody a financovaní z íránských peněz, natrvalo usadili před budovou Nejvyšší rady. Ve snaze o rozsáhlejší autonomii Horského Badachšánu byla vyhlášena Pamírsko-badašchánská autonomní republika. Začalo téměř dvouměsíční období nazývané dušanbské jaro. Jako odpověď se prezident Nabijev pokusil svolat protidemonstrace, na které byli svezeni demonstranti z prezidentova rodného Kuljóbu. Když se ani takto Nabijevovi nepodařilo přečíslit opoziční demonstranty, jeho stoupenci rozdali radikálně naladěným Kuljóbcům zbraně. Na to druhá strana odpověděla vytvořením domobrany.
Opozice začala požadovat, aby předseda tádžické Nejvyšší rady Kendžajev odstoupil, a předložila vládě ultimátum, po jehož vypršení hodlala na budovu Nejvyšší rady zaútočit. Dne 5. května 1992 byl vyhlášen výjimečný stav, byly zakázány všechny opoziční strany i jejich shromáždění. Občanská válka začala.

## Začátek občanské války

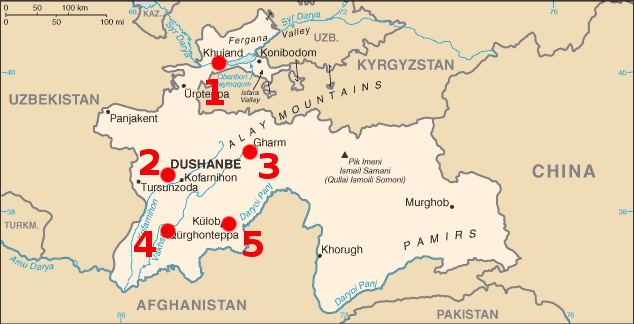
Nejdůležitější města zapojená do konfliktu. 1)Leninabád 2)Dušanbe 3)Garm 4)Kurgan-Tjube 5)Kuljab

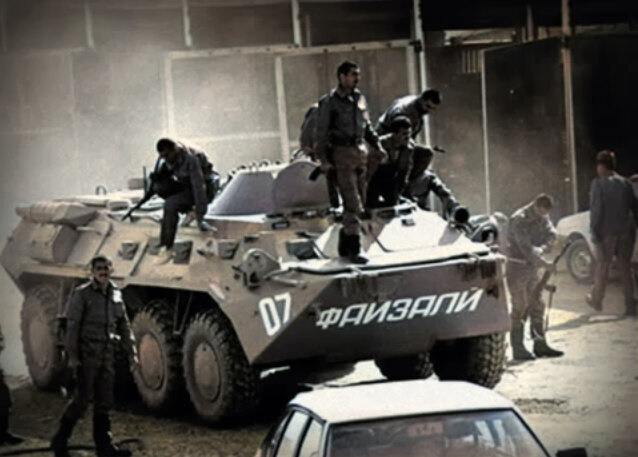
Jednotky Specnaz na začátku války, 1992

Vyhlášení výjimečného stavu situaci ještě více vyhrotilo, vyvolalo několik střetů a na ulicích Dušanbe se začali objevovat první mrtví. Opozice obsadila prezidentský palác, televizní stanici a letiště. Dne 7. května 1992 vláda přistoupila na požadavky opozice a sesadila nejvíce viditelné představitele protiopoziční politiky. To však k uklidnění nepomohlo a 10. května 1992 se jednotky KNB (Výbor národní bezpečnosti) a ruské 201. motostřelecké divize snažily zabránit demonstrantům dostat se do budovy KNB. Povstalci tuto obranu pochopili jako vměšování se států SNS do vnitrotádžických záležitostí a objevil se nový požadavek – odchod cizích vojsk z území Tádžikistánu. Nepříznivá situace donutila Nabijeva podepsat smlouvu o vytvoření koaliční Vlády národního usmíření, ve které by opozice měla třetinovou účast. Opozice navíc získala podporu nejen islámských zemí, ale i v Evropě, která ji považovala za „bojovníka proti komunismu“.
Klid však netrval dlouho. Bezprostředně po nástupu k moci začaly islámské oddíly likvidovat ozbrojené skupiny v Kuljóbu a v Kurgan-Tjube. Kuljóbci na svou obranu vytvořili tzv. Národní frontu pod vedením bývalého kriminálníka Sangaka Safarova, zastánce tvrdého postupu proti islamistům. V létě 1992 propukly krvavé střety mezi opozičními skupinami a Kuljóbci, kteří bojovali za zachování politických privilegií vlastního klanu.

## Eskalace konfliktu

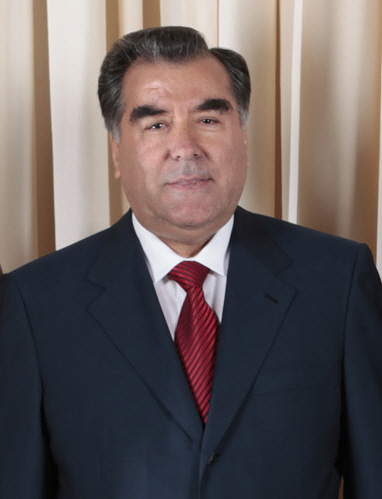
prezident Tádžikistánu Emomali Rachomonov

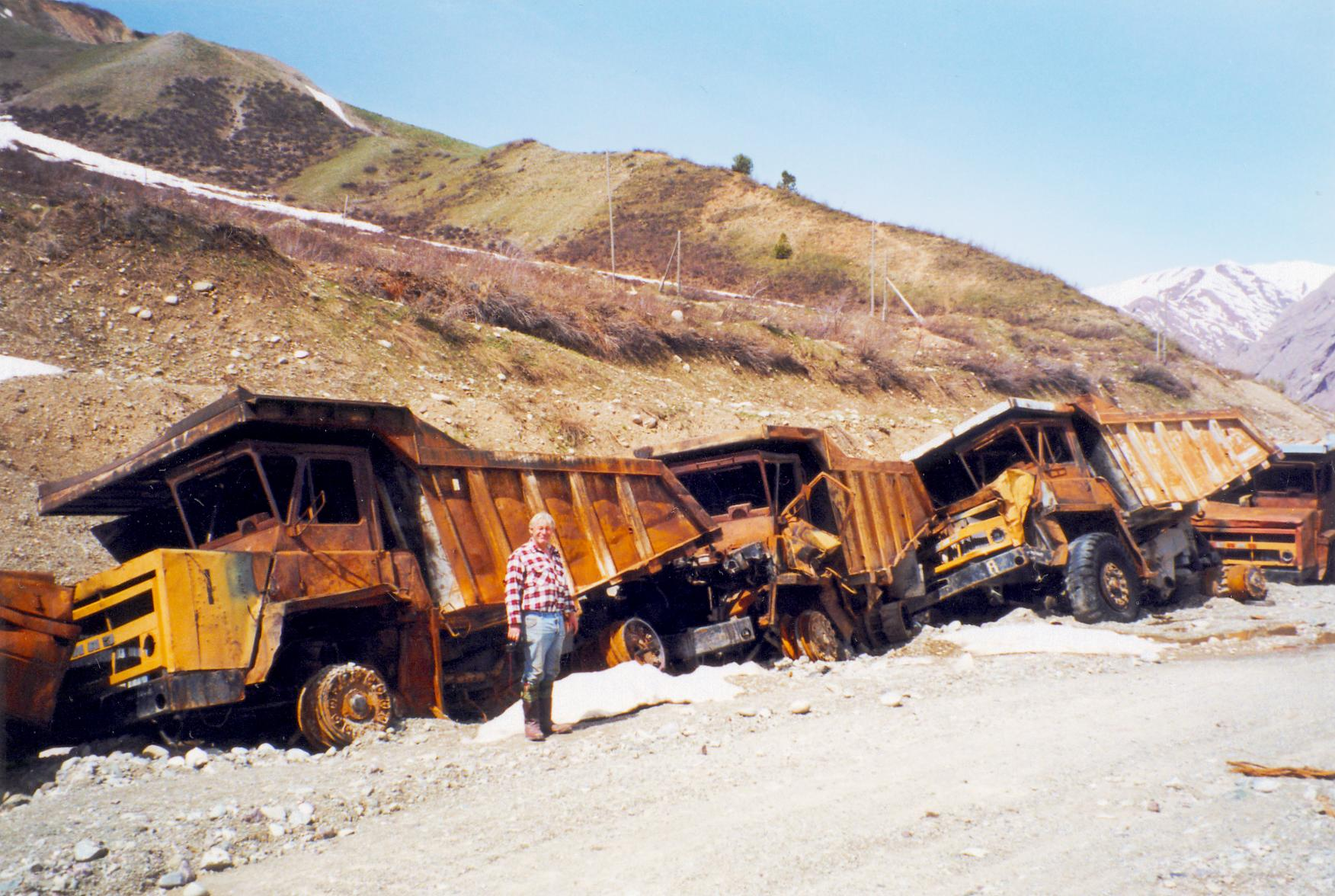
Zničené nákladní vozy BelAZ

Situace se ještě zhoršila po atentátu na generálního prokurátora Nurulló Chuvajdullójeva z leninabádského regionu, který zmobilizoval do té doby víceméně pasivní severní klany. V Dušanbe se začali shromažďovat radikálně naladění uprchlíci z jihu, z oblasti Kuljóbu, kteří požadovali odstoupení Nabijeva. Brzy byli doplněni radikálními studenty, kteří se po prázdninách vraceli do škol. Poslední srpnový den vzali demonstranti útokem prezidentský palác. Nabijev uprchnul, 7. září byl ale dopaden a donucen podepsat svou rezignaci. Zároveň s touto akcí úspěšně na jihu proběhla operace islamistů, kdy se podařilo získat kontrolu nad jižním městem Kurgan-Tjube. Koncem září 1992 přišel v bojových operacích zlom, kdy kuljobské oddíly získaly Kurgan-Tjube zpět a díky ruské podpoře se jim podařilo proniknout i do centrálních oblastí.
Islamisté a jejich spojenci z Demokratické strany kvůli faktickému kolapsu státu a pokračování násilí ztratili předchozí širokou podporu obyvatelstva, což posloužilo k upevnění moci jednotek Národní fronty. Zlomovým okamžikem se ukázala být schůze Nejvyšší rady, která se udála 16. listopadu 1992 ve vesnici Arbób blízko města Chodž. Předsedou vlády se stal představitel severních klanů z Ferganské kotliny Abdumalikov Abdulložanov a předsedou Nejvyššího rady Kuljóbec Emómali Rahmónóv. Tím byla vytvořena kuljobsko-chodženská severo-jižní koalice proti východnímu Tádžikistánu, který ovládala opozice. Postup koalice byl dovršen 10. prosince 1992, kdy Dušanbe, hlavní opora opozice, padlo do rukou Safarova.
V první polovině roku 1993 Národní fronta pokračovala v provádění čistek v centrálních a jižních oblastech, které odtud vyháněly desetitisíce uprchlíků (pouze v sousedním Afghánistánu jich bylo podle různých zdrojů 60–100 tisíc). Opozice navíc zahájila mohutnou protiofenzivu, během které vytlačila vládní vojska z východních oblastí země.
V průběhu roku 1993 pokračovalo upevňování pozic Kuljóbců v centrálních orgánech země a postupné vytlačování leninabádských zástupců z mocenských struktur státu. Vztahy mezi těmito dvěma klany rozhodně nebyly jednoduché a leninabádská administrativa stále častěji hovořila o vyhlášení nové, severní autonomní oblasti. V prosinci 1993 byl do severotádžického Chudžandu proveden vojenský výsadek, který měl podobné úvahy utnout. Následkem této akce „dobrovolně“ odstoupil premiér, Leninabádec Abdullodžonov, a byl nahrazen jiným, konformnějším Leninabádcem Abdudžalólem Samadovem. Sám Abdullodžonov se během let 1995–96 pokoušel spojit s opozicí, avšak bez zásadnějšího výsledku.
V rámci nové severo-jižní koalice měli Leninabádci pod kontrolou ekonomická ministerstva, kdežto Kuljóbci ovládali silové složky.

## První mírové rozhovory
První mírové rozhovory se konaly až v dubnu 1994 v Moskvě pod záštitou OSN. Projednávala se především otázka uprchlíků, odzbrojování a ukončení nepřátelských akcí. Radikální křídla obou stran konfliktu ale jakoukoliv dohodu odmítala a to vedlo k vzájemnému obviňování z nedodržování dohod. Obzvláště těžká byla pozice vůdce opozice Núrího, protože jádrem území ovládaného opozicí byla hluboká, těžko kontrolovatelná údolí Pamíru, která byla plná partyzánských uskupení jednajících na vlastní pěst. V květnu 1994 byla předložena nová ústava, která je založena na bázi prezidentského systému s jednokomorovým parlamentem. Dne 6. listopadu 1994 se konaly prezidentské volby, ve kterých byl potvrzen ve funkci prezident Rahmónov.
Při parlamentních volbách v únoru 1995 nedošlo k podstatnějším změnám v rozdělení moci. Opozice si stěžovala, že jsou stále zakázány její nejdůležitější strany (Demokratická strana a Islámská strana obrody) a že nebyla zrušena cenzura. Nakonec do parlamentu usedli jenom dva zástupci opozice ze Strany lidové jednoty. Nevraživost proti režimu byla ještě více vyhrocena.

## Válka pokračuje
Navzdory mírovým rozhovorům probíhaly tvrdé boje se střídavými úspěchy pro obě strany. Nejčastěji se bojovalo v oblasti centrálního Tádžikistánu (Garm, Tavildara) a v oblastech při hranici s Afghánistánem (kolem řek Amudarja a Pjandž). Scénář obvykle vypadal tak, že s tajícím sněhem opoziční gerilové skupiny atakovaly pozice vládních vojsk, získaly některá území a na podzim se opět stáhly. Kromě toho se opozice soustředila na atentáty na vysoké vládní představitele v Dušanbe. Občas ze svých pozic v Afghánistánu ostřelovala pohraniční vládní a ruské pozice. Území teoreticky ovládaná opozicí byla fakticky řízena konkrétním polním velitelem a plnění rozkazů opozičních vůdců záleželo na jeho libovůli.
Fragmentace moci na vlastním tádžickém území způsobila rozmach obchodu s narkotiky, který se pro místní obyvatelstvo často stal jediným zdrojem příjmu. Brzy bylo vytvořeno několik významných struktur, které na nelegálním obchodu vydělávaly ohromné peníze. Jedním z nejvíce významných byl badašchánský „opiový král“ Leše Gorbo, zastřelený v roce 1994.
Vlastní velení opozičních sil se nacházelo v Afghánistánu, opozice sama sebe nazývala exilovou vládou. Vůdcem opozice se stal významný islámský činitel Saíd Abdulló Núrí. Podporu opozice dostávala především od Afghánistánu a Íránu, ale navázala i kontakty s nejvyššími představiteli v Rusku, USA a Evropě.
Vládní prezident Ráhmónóv se ke konci války začal zbavovat zastánců nejtvrdší linie, často bývalých kriminálníků. Tato snaha vedla k dalšímu rozkolu a k faktickému otevření další fronty. Západ a jihozápad země (včetně města Kurgan-Tjube a strategické hliníkárny ve městě Tursunzóde) ovládl odbojný plukovník Mahmud Chudojberdyjev, podporovaný Uzbekistánem a spojený s některými kriminálními živly Národní fronty. Jeho elitní, I. zvláštní brigáda ministerstva obrany byla de facto v systému vládních vojsk autonomní jednotkou. Na rozdíl od zbytku tádžické armády byla dobře vycvičená a vyzbrojená, což dávalo Chudojberdyjevovi silnou politickou pozici, a on se ji nezdráhal využít.
V říjnu 1996 se v Alma-Atě sešli představitelé Ruska, Uzbekistánu, Kyrgyzstánu a Kazachstánu, aby prodiskutovali problém vítězícího Tálibánu v Afghánistánu. Obávali se, že tálibský režim poskytne tádžických povstalcům výraznou podporu. Kdyby se Tádžikistánu Tálibové zmocnili, vzniklo by tak nebezpečí konfliktu, který by mohl zachvátit celý středoasijský region, a tak výrazně otřást statem quo. Proto bylo rozhodnuto posílit ruské jednotky dislokované na afghánsko-tádžické hranici na 20 000 mužů. Rusové bojovali proti tádžické opozici nejen v Tádžikistánu, ale podnikali i výpady na afghánské území ve snaze zničit rebelské základny.
Za souhlasu Tálibánem sesazeného prezidenta Rabbaniho byla vytvořena bezpečnostní zóna široká až 25 km, která umožňovala pronásledovat povstalce do afghánského vnitrozemí. S ruskou armádou spolupracovaly zbytky afghánských netálibánských jednotek formované v Severní alianci.
Po ovládnutí Kábulu Tálibánem Rusové změnili taktiku a začali na tádžického prezidenta Rachmonova tlačit, aby se s povstalci nějak domluvil.

## Další fáze občanské války
Rachomonovy snahy dospět k příměří ale byly sabotovány z jeho vlastních řad. Došlo ke střetu mezi 1. a 11. brigádou vládního vojska. Plukovník Chudojberdyjev se zmocnil kasáren v Kurgan-Tjube a pak se svou armádou obklíčil Dušanbe. Jednak chtěl získat kontrolu nad jižními oblastmi, jednak chtěl zabránit vstupu 450 opozičních ozbrojenců, kteří měli chránit povstalecké delegáty během dušanbských mírových rozhovorů.
Podepsání mírové dohody bylo neustále ohrožováno akcemi různých ozbrojených skupin, které se nechtěly vzdát kontroly nad ekonomickými zdroji a kontroly nad cestami, kterými proudily afghánská narkotika.

## Konečný mír
Představitel opozice Núrí se 11. 12. 1996 sešel s prezidentem Rachmonovem v severním Afghánistánu, kde podepsali příměří, které ale nepřineslo reálné výsledky. Všeobecná dohoda o ustanovení míru a národním usmíření byla nakonec podepsána v Moskvě 23. 12. 1996 Rachmonovem, Núrím, a Gerd-Dietrichem Merrem, zmocněncem OSN pro Tádžikistán. Ceremonie se účastnil např. ruský prezident Jelcin, představitelé Íránu a dalších zemí zapojených jako pozorovatelé do procesu mírových rozhovorů. Formálně sice byla válka ukončena, ale někteří polní velitelé (např. právě Chudojberdyjev) s příměřím nesouhlasili, a tak ještě v létě 1997 probíhaly boje mezi vládními a protivládními oddíly. Polní velitel Džumambaj Chodžijev zvaný Namangání se pokusil realizovat v Uzbekistánu, kdy několikrát proniknul do Ferganské kotliny s cílem vyhlásit tam islámský chalífát.
V září 1997 se Núrí vrátil po pětiletém exilu v Afghánistánu a Íránu zpět do Tádžikistánu. Na konci ledna 1998 vyhlásil Rachomov amnestii pro všechny rebely a souhlasil s jmenováním 1. zástupce premiéra z řad islámských vůdců. V dubnu 1997 byla s Ruskem dohodnuta přítomnost jeho vojsk na 25 let a v listopadu 1999 byly vyhlášeny první volby. Strana islámské obrody a Demokratická strana byly legalizovány. Ostatní opoziční strany se mohly voleb účastnit za podmínky, že nasbírají 100 000 podpisů. Dostaly na to ale příliš málo času a navíc jejich snaha byla Rachmonovem sabotována.
Rachomonov získal ve volbách 96,9 % hlasů, přičemž kandidát Strany islámské obrody získal pouhá 2 %. Přes zjevnou manipulaci Núrí s výsledky souhlasil, protože se chtěl vyhnout dalšímu pokračovaní občanské války.
Mírový proces, zahrnující demilitarizaci povstalců, legalizaci opozice a přiznání široké autonomie Horskému Badachšánu, jakožto i přítomnost ruské armády významně přispívá ke stabilizaci poměrů.
K další stabilizaci došlo po americké invazi do Afghánistánu, kdy radikální islámské síly přišly o velmi důležitou podporu Talibů. Navíc byla v zemi zřízena vojenská základna, sloužící americkým, indickým a francouzským silám.

## Důsledky
Tádžikistán zůstal po válce v troskách. Zemřelo 50 až 100 tisíc lidí, na milion a půl obyvatel ze země uprchlo. Byla zničena infrastruktura, ekonomika se propadla na samé dno. Obyvatelstvo přežívalo z darů mezinárodních organizací. Ruská menšina, která zastávala funkci intelektuální elity (učitelé, doktoři apod.), ze země odešla, což jenom znásobilo obtíže poválečné obnovy.
Centrální vláda prakticky rezignovala na kontrolu nad územím Horského Badachšánu, který se tak stal důležitým tranzitním regionem pro afghánská narkotika.